# Víctor Manuel Ruiz
Víctor Manuel Ruiz Castro (San José; 6 de diciembre de 1945) es un exfutbolista y actual cirujano costarricense.

## Trayectoria
A pesar de que nació en la capital costarricense, estuvo en las divisiones inferiores de la LD Alajuelense de Alajuela en 1963 y un año después debutó con el equipo mayor donde en su primer partido como titular, marcó su primer gol, que fue en Puntarenas. Dos temporadas después, pasó al máximo rival de Alajuelense, el Deportivo Saprissa, club con que consiguió ganar la Primera División tres veces consecutivas.
En 1970 tuvo un fugaz paso con la AD Ramonense y regresó con Alajuelense donde ganó otro título y se retiró ahí en 1973, para seguir con su carrera de cirujano, donde logró graduarse y ahora es uno de los más exitosos de su país.

## Selección nacional
Formó parte del plantel de Costa Rica que ganó el Campeonato de Naciones de la Concacaf de 1969, donde fue el máximo goleador del torneo con 4 goles, todos en la victoria de 5-0 contra Trinidad y Tobago.

### Participaciones en Campeonatos Concacaf
| Copa                                          | Sede       | Resultado | Part. | Goles |
| --------------------------------------------- | ---------- | --------- | ----- | ----- |
| Campeonato de Naciones de la Concacaf de 1969 | Costa Rica | Campeón   | 2     | 4     |

## Clubes
| Club               | País       | Año       |
| ------------------ | ---------- | --------- |
| L.D. Alajuelense   | Costa Rica | 1964-1966 |
| Deportivo Saprissa | Costa Rica | 1966-1970 |
| A.D. Ramonense     | Costa Rica | 1970      |
| L.D. Alajuelense   | Costa Rica | 1971-1973 |

## Palmarés

### Títulos nacionales
| Título           | Equipo      | País       | Año  |
| ---------------- | ----------- | ---------- | ---- |
| Primera División | Saprissa    | Costa Rica | 1967 |
| Primera División | Saprissa    | Costa Rica | 1968 |
| Primera División | Saprissa    | Costa Rica | 1969 |
| Primera División | Alajuelense | Costa Rica | 1971 |

### Títulos internacionales
| Título                                | Equipo     | Sede     | Año  |
| ------------------------------------- | ---------- | -------- | ---- |
| Campeonato de Naciones de la Concacaf | Costa Rica | San José | 1969 |

### Distinciones individuales
| Distinción                                                | Año  |
| --------------------------------------------------------- | ---- |
| Máximo goleador del Campeonato de Naciones de la Concacaf | 1969 |